# Pontormo
Jacopo da Pontormo, egentlig Jacopo Carucci (født 24. maj 1494 i Pontormo, død 2. januar 1557 i Firenze) var en italiensk maler.
Pontormo var elev af Leonardo da Vinci (fra 1507), Mariotto Albertinelli samt Piero di Cosimo og blev 1512 medhjælper hos Andrea del Sarto, hvis kunst mest har præget Pontormos stil, om man ellers kan tale om stil hos en så upersonlig kunstner som Pontormo, der snart arbejdede efter Dürerske motiver, snart forsøgte sig i Michelangelos stil.